# Josep Espinet Chancho
Josep Espinet Chancho (Lleida, 1926 - Barcelona, 1977) fou matemàtic i enginyer de camins, i polític català.

## Biografia
Estudià Matemàtiques i Enginyeria de Camins, Canals i Ports a les universitats de Barcelona i Madrid, on fou número 1 de la promoció i premi nacional fi de carrera. Fou enginyer del Ministeri d'Obres Públiques, als ports de les províncies de Barcelona, Tarragona i Girona. Membre fundador de l'Escola d'Enginyers de Camins de la UPC. Secretari d'Habitatge i després director general d'Urbanisme a Madrid el 1976, càrrec que deixà per organitzar la UCD a Catalunya i presentar-se a eleccions generals espanyoles del 1977. Fou escollit diputat de la UCD per la província de Barcelona, càrrec que abandonà el 9 d'octubre del 1977 per motius de salut, i fou substituït per Marcel·lí Moreta Amat. Va ser membre de la Comissió Permanent de l'Assemblea de Parlamentaris de Catalunya.